# 文汇街道 (东营市)
文汇街道，是中华人民共和国山東省东营市东营区下辖的一个乡镇级行政单位。

## 行政区划
文汇街道下辖以下地区：
东营社区、官屋社区、中王屋社区、北李屋社区、银座花园社区、育新花园社区、万家新城社区、胜安南区社区、胜安小区社区、胜安北区社区、青华社区、富园社区、嵩东社区、嵩西社区、美滨社区、天籁华都社区和北王屋村。